# Buschwiller
Buschwiller je občina v departmaju Haut-Rhin francoske regije Alzacija.
Leta 2008 je v občini živelo 946 oseb oz. 227 oseb/km².